# Sue
Sue (även benämnd FMNH PR2081) är ett av flera fossila skelett man påträffat efter den köttätande dinosaurien Tyrannosaurus rex. 

## Upptäckt
Sommaren 1990 var paleontologer i South Dakota, USA, ute och grävde fossil, när paleontologen Sue Hendrickson gjorde en upptäckt – ett nästan komplett fossil av en Tyrannosaurus rex. Man gav fossilet namnet "Sue" efter dess upptäckare, och trots att man inte vet Sues kön säger man därför "hon".
1997 auktionerades skelettet bort av markägaren, vid en auktion i New York. Field Museum i Chicago (med Walt Disney Company och McDonald's som medfinansiärer) vann budgivningen.

## Beskrivning
Sue är en av de största individerna av Tyrannosaurus man hittat. Hon är 12,3 meter lång och beräknas ha vägt omkring 6,4 ton när hon levde. Sue har genom åren varit föremål för olika studier av hennes art, vad gäller som exempel forskning av hur fort Tyrannosaurus växte. Sue tros ha dött vid omkring 30 års ålder, och tros ha överlevt benbrott/frakturer i båda bakbenen. Sue finns numera utställd på Field Museum of Natural History i Chicago, USA.